# Портрет Василия Сергеевича Рахманова
«Портрет Василия Сергеевича Рахманова» — картина Джорджа Доу и его мастерской из Военной галереи Зимнего дворца.
Картина представляет собой погрудный портрет генерал-майора Василия Сергеевича Рахманова из состава Военной галереи Зимнего дворца.
С начала Отечественной войны 1812 года генерал-майор Рахманов состоял дежурным генералом при штабе Ф. Ф. Штейнгеля, сражался под Ригой против корпуса маршала Макдональда, затем отличился в сражении на Березине. Во время Заграничного похода 1813 года участвовал в осаде Данцига.
Ошибочно изображён в генеральском мундире, введённом для пехотных генералов 7 мая 1817 года — он такой мундир не носил, поскольку скончался ещё до его введения, в конце 1816 года. Слева на груди звезда ордена Св. Анны 1-й степени; на шее крест ордена Св. Владимира 3-й степени; справа на груди серебряная медаль «В память Отечественной войны 1812 года» на Андреевской ленте и крест ордена Св. Георгия 4-го класса. Подпись на раме: В. С. Рахмановъ, Генералъ Маiоръ. Вместо нагрудного креста ордена Св. Георгия 4-й степени должен был быть изображён шейный крест этого ордена 3-й степени, его Рахманов получил в 1813 году за отличие на Березине.
7 августа 1820 года Комитетом Главного штаба по аттестации Рахманов был включён в список «генералов, заслуживающих быть написанными в галерею» и 25 июля 1822 года император Александр I приказал написать его портрет. Гонорар Доу был выплачен 22 апреля 1828 года. Готовый портрет был принят в Эрмитаж 26 апреля 1828 года. Поскольку предыдущая сдача готовых портретов в Эрмитаж произошла 21 января 1828 года, то портрет Рахманова можно считать написанным между этими датами. Из-за того, что Рахманов умер в конце 1816 года, Доу для написания галерейного портрета пользовался портретом-прототипом; современным исследователям этот прототип неизвестен.